# Giovanni Bellini (scrittore)
Giovanni Bellini (Poggio a Caiano, 1890 – Plava, 7 luglio 1915) è stato uno scrittore e poeta italiano.

## Biografia
Figlio di contadini, crebbe a Poggio a Caiano fino a quando la famiglia non si trasferì a Firenze, dove egli svolse il mestiere di acetaio.
Autodidatta, coltivò l'arte della poesia e collaborò con Lacerba e La Voce. Interventista, morì nella prima guerra mondiale nei pressi di Gorizia. 
Nel 1921 fu pubblicato postumo il suo Arciviaggio, fine raccolta di frammenti lirici, che egli conservava raccolti in un taccuino, quando fu ucciso da una granata in trincea nel 1915.

## Opere
- Giovanni Bellini, Arciviaggio, con ritratto di Ardengo Soffici; introduzione e note di Fernando Agnoletti; una lettera di Mario Melloni, Firenze, Vallecchi, 1921.